# MySQL Workbench
MySQL Workbench è uno strumento visuale di progettazione per database, che integra sviluppo SQL, gestione, modellazione dati, creazione e manutenzione di database MySQL all'interno di un unico ambiente sinergico. Inoltre, permette l'accesso e la gestione a database remoti attraverso vari protocolli tra i quali anche SSH.  È il successore di DBDesigner 4 prodotto da fabFORCE.net e sostituisce il precedente pacchetto software MySQL Administrator Bundle.

## Versioni

### MySQL Workbench 5.0 e 5.1
MySQL Workbench 5.0 e 5.1 sono strumenti visuali specializzati di modellazione dati per il database MySQL. Mentre MySQL Workbench 5.0 fu prodotto solo per Microsoft Windows, a MySQL Workbench 5.1 e successivi è stato aggiunto il supporto multipiattaforma.

### MySQL Workbench 5.2
A partire da MySQL Workbench 5.2 l'applicazione si è evoluta in un completo strumento visuale per database. Oltre alla modellazione dati, essa è dotata di un editor SQL ed una interfaccia di amministrazione del database server, che sostituisce il vecchio MySQL Administrator Bundle.